# The Messenger (périodique)
Pour les articles homonymes, voir Messenger.
The Messenger est une revue trimestrielle publiée par l'Observatoire européen austral (ESO) à destination du grand public, disponible à la fois en version papier et en version électronique.